# Campeonato Paulista 1999
In 1999 werd het 98ste Campeonato Paulista gespeeld voor voetbalclubs uit de Braziliaanse staat São Paulo. De competitie werd georganiseerd door de FPF en werd gespeeld van 24 januari tot 20 juni. Corinthians, Palmeiras, Santos en São Paulo speelden niet in de eerste fase. Corinthians werd kampioen, de terugwedstrijd in de finale werd in de 76ste minuut gestaakt bij 2-2 stand omdat drie spelers van Palmeiras Edilson van Corinthians aanvielen omdat hij kostbare tijd verloor. De 2-2 stand werd als eindstand behouden, Corinthians had de heenwedstrijd met 3-0 gewonnen. 

## Eerste fase

### Groep 1
| Plaats | Club             | Wed. | W | G | V | Saldo | Ptn. |
| ------ | ---------------- | ---- | - | - | - | ----- | ---- |
| 1.     | Portuguesa       | 10   | 7 | 1 | 2 | 20:10 | 22   |
| 2.     | União Barbarense | 10   | 6 | 2 | 2 | 20:10 | 18   |
| 3.     | Rio Branco       | 10   | 5 | 1 | 4 | 19:13 | 16   |
| 4.     | Inter de Limeira | 10   | 3 | 2 | 5 | 10:17 | 11   |
| 5.     | São José         | 10   | 2 | 5 | 3 | 7:13  | 11   |
| 6.     | Ituano           | 10   | 1 | 2 | 7 | 8:21  | 5    |

|  | Geplaatst voor volgende fase |
|  | Naar degradatietoernooi      |

### Groep 2
| Plaats | Club                | Wed. | W | G | V | Saldo | Ptn. |
| ------ | ------------------- | ---- | - | - | - | ----- | ---- |
| 1.     | Mogi Mirim          | 10   | 5 | 3 | 2 | 20:14 | 18   |
| 2.     | Matonense           | 10   | 5 | 1 | 4 | 21:23 | 16   |
| 3.     | Guarani             | 10   | 4 | 4 | 2 | 19:12 | 16   |
| 4.     | Portuguesa Santista | 10   | 4 | 1 | 5 | 16:19 | 13   |
| 5.     | Araçatuba           | 10   | 3 | 3 | 4 | 18:19 | 12   |
| 6.     | União São João      | 10   | 2 | 2 | 6 | 17:24 | 8    |

|  | Geplaatst voor volgende fase |
|  | Naar degradatietoernooi      |

## Tweede fase

### Groep 3
| Plaats | Club             | Wed. | W  | G | V | Saldo | Ptn. |
| ------ | ---------------- | ---- | -- | - | - | ----- | ---- |
| 1.     | São Paulo        | 16   | 12 | 3 | 1 | 46:18 | 39   |
| 2.     | Palmeiras        | 16   | 9  | 5 | 2 | 32:22 | 32   |
| 3.     | Portuguesa       | 16   | 9  | 3 | 4 | 29:25 | 30   |
| 4.     | Rio Branco       | 16   | 6  | 1 | 9 | 36:31 | 19   |
| 5.     | Inter de Limeira | 16   | 5  | 4 | 7 | 27:36 | 19   |
| 6.     | Matonense        | 16   | 5  | 2 | 9 | 25:32 | 17   |

|  | Geplaatst voor halve finale |

### Groep 4
| Plaats | Club                | Wed. | W | G | V  | Saldo | Ptn. |
| ------ | ------------------- | ---- | - | - | -- | ----- | ---- |
| 1.     | Santos              | 16   | 9 | 4 | 3  | 37:22 | 31   |
| 2.     | Corinthians         | 16   | 8 | 2 | 6  | 31:27 | 26   |
| 3.     | União Barbarense    | 16   | 6 | 3 | 7  | 29:26 | 21   |
| 4.     | Mogi Mirim          | 16   | 4 | 5 | 7  | 18:32 | 17   |
| 5.     | Guarani             | 16   | 3 | 3 | 10 | 21:32 | 12   |
| 6.     | Portuguesa Santista | 16   | 1 | 3 | 12 | 11:39 | 6    |

|  | Geplaatst voor halve finale |

### Degradatiegroep
| Plaats | Club           | Wed. | W | G | V | Saldo | Ptn. |
| ------ | -------------- | ---- | - | - | - | ----- | ---- |
| 1.     | União São João | 6    | 4 | 0 | 2 | 12:8  | 12   |
| 2.     | Araçatuba      | 6    | 4 | 0 | 2 | 9:5   | 12   |
| 3.     | Ituano         | 6    | 3 | 1 | 2 | 9:6   | 10   |
| 4.     | São José       | 6    | 0 | 1 | 5 | 4:15  | 1    |

|  | Degradatie |

## Knock-outfase
In geval van gelijke stand gaat de club door met het beste resultaat in de competitie.
|  | Halve finale | Halve finale | Halve finale |   |           | Finale | Finale | Finale |
|  |              |              |              |   |           |        |        |        |
|  | Palmeiras    | 1            | 2            |   |           |        |        |        |
|  | Santos       | 2            | 1            |   |           |        |        |        |
|  | Santos       | 2            | 1            |   | Palmeiras | 0      | 2      |        |
|  |              |              |              |   | Palmeiras | 0      | 2      |        |
|  |              | Corinthians  | 3            | 2 |           |        |        |        |
|  | Corinthians  | Corinthians  | 3            | 2 | 4         | 1      |        |        |
|  | Corinthians  |              |              |   | 4         | 1      |        |        |
|  | São Paulo    | 0            | 1            |   |           |        |        |        |

## Kampioen
| Campeonato Paulista de 1999      |
| São Paulo                        |
| -------------------------------- |
| CORINTHIANS Kampioen (23° titel) |